# Carcinosarcome

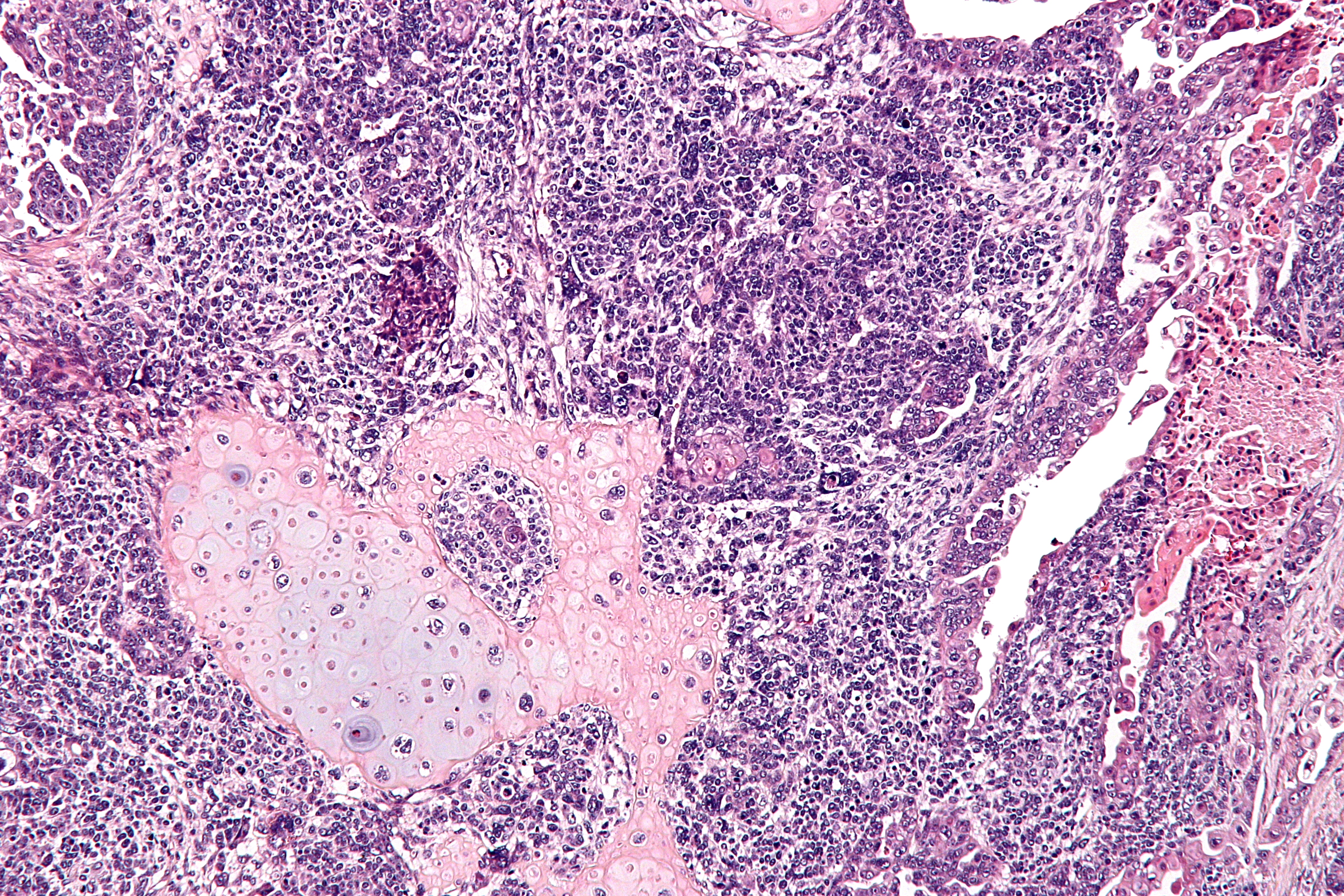
Carcinosarome utérin. HE, x250.

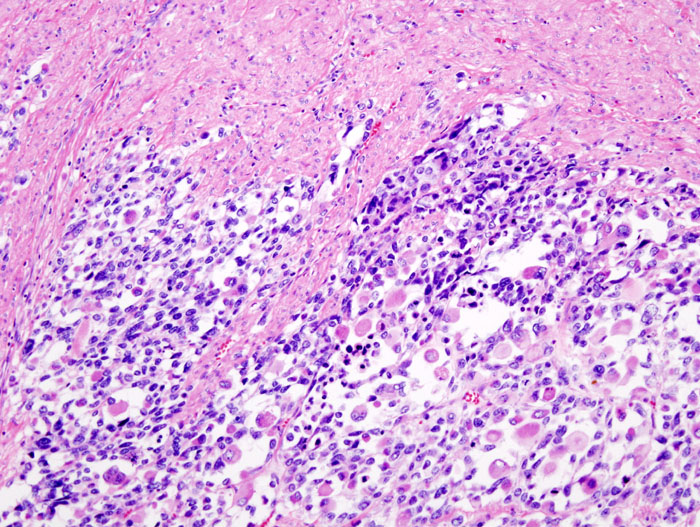
Invasion du myomètre par un carcinosarcome utérin avec différenciation rhabdomyosarcomateuse. HE, x400.

Le carcinosarcome est une tumeur maligne associant des aspects carcinomateux et sarcomateux. Il est fréquemment de localisation utérine.